# Eduard Selling
Eduard Selling, né le 5 novembre 1834 à Ansbach et mort le 31 janvier 1920 à Munich, est un mathématicien allemand, professeur à l’université de Wurtzbourg. Outre ses recherches en mathématiques pures, en particulier sur la classification arithmétique des formes quadratiques, il a travaillé sur des questions d’assurance et il a construit des machines à calculer.

## Biographie
Originaire de Bavière, Eduard Selling étudie les mathématiques et les sciences à partir de 1852 à l’université Louis-et-Maximilien de Munich, puis à l’université de Göttingen (où il suit un cours de Bernhard Riemann). En 1859, il obtient un doctorat à Munich avec une thèse sur les nombres premiers et leur composition dans les domaines rationnel et complexe,. Grâce à l’appui de Leopold Kronecker, il obtient en 1860 un poste de professeur sans chaire (extraordinarius) en mathématiques à l'université de Wurtzbourg, qu'il occupe jusqu'à sa retraite en 1906. L’ordinariat lui sera toujours refusé, mais il est en revanche nommé conservateur du cabinet d’astronomie,.
À partir de 1877, Selling est sollicité par différents organismes officiels de Bavière pour établir des rapports chiffrés sur l'état des pensions, en particulier des fonctionnaires. C'est dans ce contexte de calculs pratiques liés à des questions de statistiques sociales qu'il s'intéresse aux machines à calculer et en propose un nouveau modèle.

## Calculatrice de Selling

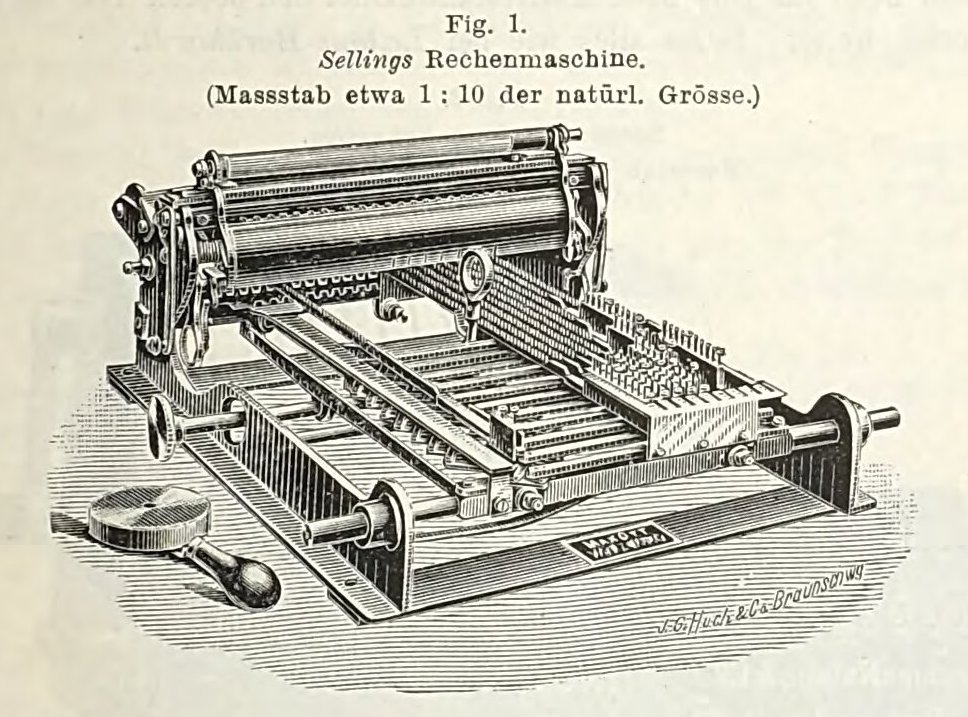
Machine de Selling

Un objectif de Selling était de remédier aux défauts de l'arithmomètre de Thomas, une des rares machines à calculer mécaniques produites alors en série : l'utilisation fastidieuse de la manivelle et la transmission par à-coups des dizaines. D'autres défauts mentionnés sont l'absence de copie automatique des résultats intermédiaires et le coût et la difficulté de fabrication de la machine, bloquant sa très large diffusion.
La nouvelle machine s'appuie sur deux éléments indépendants en interaction : le premier, et le plus remarqué, est un système de bras en accordéon (appelé « Nürnberger Schere », ciseaux de Nuremberg, en allemand), le deuxième une crémaillère, avec des roues dentées portant les chiffres.
Des brevets en France et en Allemagne ont été déposés en avril 1886 (brevet 175412, Deutsches Reichs-Patent 39634), avec une addition au brevet allemand en novembre 1888 (Deutsches Reichs-Patent 49121). Des brevets pour d'autres pays européens existent dès 1886, un brevet pour les États-Unis en 1890.
Cette machine de Selling a été produite en une trentaine d'exemplaires dans l'atelier de mécanique de précision de Max Ott, à Munich,. Dans sa première version, elle faisait 35 cm de la large, 40 cm de long et 15 cm de hauteur et coûtait environ 400 marks (soit 4 à 5 fois le salaire mensuel d'un ouvrier de l'industrie de l'époque).

## Quelques publications
- (de) Eduard Selling, Über Primzahlen und die Zusammensetzung der Zahlen aus ihnen in dem rationellen und in complex-irrationellen Zahlengebieten, Ansbach, Brugel'sche Offizin, 1859 (lire en ligne)
- (de) Eduard Selling, « Ueber die binären und ternären quadratischen Formen », Journal für die reine und angewandte Mathematik, vol. 77,‎ 1874, p. 143-229.
- Eduard Selling, « Des formes quadratiques binaires et ternaires », Journal de mathématiques pures et appliquées, 3e série, vol. 3,‎ 1877, p. 21-60.
- (de) Eduard Selling, Bericht über eine Untersuchung der Leistungsfähigkeit des Allgemeinen UnterstützungsVereins für die Hinterlassenen der k. b. Staatsdiener und der mit demselben verbundenen Töchterkasse im Auftrage des Vereins verfaßt, Allgemeines UnterstützungsVerein, 1880.
- (de) Eduard Selling, Eine neue Rechenmaschine, Berlin, Springer, 1887 (lire en ligne).
- (de) Eduard Selling, « Ueber eine Formel für empirischen Zahlenreihen, insbesondere zum Ersatz der Sterbe- und Invalidäts-Tafeln », Journal für die reine und angewandte Mathematik, vol. 106,‎ 1890, p. 193-198.